# World’s End Harem (Anime)
World’s End Harem ist eine Erotik-Anime-Fernsehserie, die auf der gleichnamigen Mangareihe von LINK basiert. Die Serie entsteht unter der Regie von Yū Nobuta in den Animationsstudios Gokumi und AXsiZ.
Der Anime erzählt die Geschichte von Reito Mizuhara, der an einer seltenen Erkrankung leidet und in der Hoffnung auf die Entwicklung eines Heilmittels in Kälteschlaf versetzt wird. Während er in diesem Zustand verbleibt, breitet sich ein Virus auf der Welt aus, welcher nahezu die gesamte männliche Menschheit auslöscht. Fünf Jahre später wird Reito aus dem Kälteschlaf geholt und soll das Fortbestehen der Menschheit sicherstellen.
Die erste Episode der Fernsehserie wird ab dem 8. Oktober 2021 im japanischen Fernsehen gezeigt.

## Handlung
Im Jahr 2040 wird Reito Mizuhara, der an einer seltenen Krankheit leidet zu der es bisher kein Heilmittel gibt, in Kälteschlaf versetzt, in der Hoffnung, dass in der Zwischenzeit ein Wirkstoff zur Heilung dieser Erkrankung entwickelt werden kann. Während Reito in dem Zustand verharrt, breitet sich ein Virus auf der gesamten Welt aus, welcher ausschließlich männliche Lebensformen befällt und umbringt, weswegen dieses Virus den Namen „Male-Killer-Virus“ erhält.
Fünf Jahre später wird Reito aus dem Kälteschlaf geholt. Er und vier weitere männliche Überlebende, die eine Resistenz gegen das Virus haben, werden beauftragt, das Fortbestehen der Menschheit zu sichern. Dabei wird Reito in eine Verschwörung verwickelt, die ein globales Ausmaß hat.

## Produktion und Ausstrahlung
Im Mai des Jahres 2020 wurde die Produktion einer Anime-Fernsehserie angekündigt. Die Animeserie entsteht unter der Regie von Yū Nobuta in den Animationsstudios Gokumi und AXsiZ. Das Drehbuch entsteht, basierend auf der Mangavorlage, durch die Feder von Tatsuya Takahashi. Für das Charakterdesign zeichnet Masaru Koseki verantwortlich, während die Serienmusik von Shigenobu Ōkawa komponiert wird.
Im Dezember 2020 wurden die Synchronsprecher Taichi Ishikawa und Haruka Shiraishi als Stimmen für die jeweiligen Hauptcharaktere Reito Mizuhara und Mira Suō bekannt gegeben. Im gleichen Monat wurde auf einer Bühnenpräsentation im Zuge des Jump Festa ein erstes Werbevideo veröffentlicht. Im März und Juni 2021 wurden weitere Synchronsprecher der Öffentlichkeit vorgestellt.
Der Streamingdienst Crunchyroll kündigte an, dass man den Anime außerhalb Japans im Simulcast in Originalsprache mit Untertiteln zeigen werde, darunter auch im deutschsprachigen Raum. Am 22. August wurde ein erster Trailer zum Anime veröffentlicht und bekanntgegeben, dass die erste Episode ab Oktober 2021 im japanischen Fernsehen gezeigt wird. Die unzensierte Version der Serie sollte ab dem 8. Oktober auf dem japanischen Pay-TV-Sender AT-X gezeigt. Die zensierte Fassung des Anime startet am gleichen Tag im frei empfangbaren Fernsehen auf BS Fuji sowie Tokyo MX und wird international im Simulcast gezeigt werden, jedoch wurde einen Tag vor Sendestart angekündigt, dass die Ausstrahlung der Serie seitens des Produktionskomitees auf Januar 2022 verschoben wurde. Am 25. September 2021 wurde die erste Folge des elf Episoden umfassenden Anime im Rahmen eines Vorstellungsevents mit anschließender Fragerunde vorab gezeigt. Im japanischen Fernsehen wurde die erste Folge am 8. Oktober 2021 gezeigt; eine Ausstrahlung im Simulcast fand nicht statt.
Das Stück im Vorspann mit dem Titel Just Do It wird von  H-el-ical// gesungen, während EXiNA mit Ending Mirage das Lied im Abspann interpretiert.

## Synchronisation
- → Hauptartikel: World’s End Harem#Charaktere

| Rolle               | Japanische Stimme (Seiyū) | deutsche Sprecher  |
| ------------------- | ------------------------- | ------------------ |
| Reito Mizuhara      | Taichi Ishikawa           | Sebastian Kluckert |
| Mira Suō            | Haruka Shiraishi          | Franziska Trunte   |
| Akane Ryūzōji       | Eri Kitamura              | Emilia Schüle      |
| Sui Yamada          | Aya Yamane                | Alice Bauer        |
| Rea Katagiri        | Keiko Watanabe            | Fanny Joyin        |
| Maria Kuroda        | Yōko Hikasa               | Nina Hagen         |
| Mahiru Mizuhara     | Yukina Shutō              | Sarah Riedel       |
| Kyōji Hino          | Takuya Eguchi             | Sascha Krüger      |
| Neneko Isurugi      | Shizuka Ishigami          | Alice Franz        |
| Rena Kitayama       | Yuri Amano                |                    |
| Shōta Doi           | Kazuki Ura                |                    |
| Karen Kamiya        | Ayana Taketatsu           |                    |
| Yuzuki Hanyū        | Marika Hayase             |                    |
| Shunka Hiiragi      | Haruka Michii             |                    |
| Natsu Ichijō        | Arisa Aihara              |                    |
| Akira Tōdō          | Riho Iida                 |                    |
| Chifuyu Rehn Kuroda | Natsumi Takamori          |                    |
| Shiaito Suō         | Mamoru Miyano             | Sven Gerhardt      |